# Empang Pandan
Empang Pandan is een bestuurslaag in het regentschap Siak van de provincie Riau, Indonesië. Empang Pandan telt 2187 inwoners (volkstelling 2010).